# Meer dan goud
Meer dan goud is een Nederlands televisieprogramma van de Evangelische Omroep. Hierin vertellen ex-topsporters hun (sport)ervaringen.

## Afleveringen

### Seizoen 1 (2019)
- Hans van Breukelen
- Kim Lammers
- Erben Wennemars
- Elis Ligtlee
- Bas van de Goor
- Leontien van Moorsel

### Seizoen 2 (2021)
- Danny Blind
- Maartje Paumen
- Annemarie Verstappen
- Michel Mulder
- Edith Bosch
- Hennie Kuiper

### Seizoen 3 (2022)
- Marianne Timmer
- Michael Boogerd
- Henk Grol
- Marlou van Rhijn
- Gregory Sedoc
- Nicolien Sauerbreij